# Ankylopteryx immaculata
Ankylopteryx immaculata är en insektsart som beskrevs av Brauer 1864. Ankylopteryx immaculata ingår i släktet Ankylopteryx och familjen guldögonsländor. Inga underarter finns listade i Catalogue of Life.